# Varietätenkontakt
Unter dem Begriff Varietätenkontakt versteht man in der Linguistik (Sprachwissenschaft) den Kontakt zwischen verschiedenen Varietäten einer Sprache (z. B. zwischen regionalen Mundarten des Deutschen und der Dachsprache/Standarddeutsch). 
Die Varietät Dialekt wird definiert als sprachsoziologisch mit weniger Prestige befrachtete Ausprägung der Standardsprache. Dialekte befinden sich in einem doppelten Spannungsverhältnis. Einerseits beeinflussen sich benachbarte Dialekte gegenseitig; andererseits gibt es auch Wechselwirkungen zwischen der Dachsprache und ihren Dialekten. 
Varietätenkontakt kann, je nach den Zielsetzungen der Diskursteilnehmer, zu Akkommodation (dem Gesprächspartner unbekannte Formen werden vermieden), Konvergenz (als Folge von über längere Zeit vollzogener Akkommodation bewegen sich die verschiedenen Dialekte aufeinander zu) oder zu Divergenz, also zum bewussten Versuch, sich möglichst von der anderen Varietät zu unterscheiden, führen.